# Sycacantha amphimorpha
Sycacantha amphimorpha är en fjärilsart som beskrevs av Diakonoff 1973. Sycacantha amphimorpha ingår i släktet Sycacantha och familjen vecklare. Inga underarter finns listade i Catalogue of Life.